# Jorge Deschamps
Jorge Luis Deschamps Méndez (Santiago del Cile, 13 maggio 1984) è un calciatore cileno, portiere del Rangers de Talca.

## Caratteristiche tecniche
È un portiere.